# Francis Leggatt Chantrey
Francis Leggatt Chantrey, född 7 april 1781 i Sheffield, död 25 november 1841 i London, var en brittisk skulptör.
Francis Leggatt Chantrey intog efter John Flaxman platsen som officiell monumentalskulptör i Storbritannien. Han utförde bland annat ryttarstatyerna över Georg IV och Wellington i London. Han här även utfört en mängd porträttbyster och smärre bronsfigurer.